# 祥福镇
祥福镇，是中华人民共和国四川省成都市青白江区曾经下辖的一个镇。2019年12月，撤消祥福镇，将原祥福镇所辖毗河中心线以西北，原大同镇所辖大同路中心线以西南与青白江大道中心线以东南、文澜路中心线以南与黄金路延长线中心线以南，大弯街道所辖文澜路中心线以西南与智慧产业大道中心线以东南行政区域划归城厢镇管辖，将原祥福镇所辖毗河中心线以东南和原龙王镇行政区域划归姚渡镇管辖。

## 行政区划
祥福镇撤销前下辖以下地区：
康家渡社区、红瓦店社区、高楼村、民强村、桂通村、万年村、天星村、香山村、甘泉村、太山村、西江村、华家村、东方村、福农村、上元村、马坪村和新山村。